# 莫尔维莱尔 (瓦兹省)
莫尔维莱尔（法語：Morvillers）是法国瓦兹省的一个市镇，属于博韦区（Beauvais）松容县（Songeons）。该市镇总面积5.12平方公里，2009年时的人口为447人。

## 人口
莫尔维莱尔人口变化图示